# خور خویر
خور خویر (به عربی: خور خویر) یک منطقهٔ مسکونی در امارات متحده عربی است که در امارت رأس‌الخیمه واقع شده‌است. خور خویر ۱۷ متر بالاتر از سطح دریا واقع شده‌است.